# Bacchilide
(Bacchilide, fr. XII, da: Frammenti della melica greca da Terpandro a Bacchilide, riveduti, tradotti e annotati da L.A. Michelangeli, vol. 6, Bologna, N. Zanichelli, 1897, p. 57)
Bacchilide (in greco antico: Βακχυλίδης?, Bakchylídēs; Iuli, 520 o 518 a.C. – 451  o 450 a.C.) è stato un poeta greco antico, del genere lirico, coetaneo di Pindaro, suo rivale in poesia.

## Biografia
Le prime menzioni di Bacchilide possono essere ritrovate in Callimaco (III secolo a.C.), che produsse alcuni scritti sulle opere di Bacchilide. Come Simonide e Pindaro, comunque, Bacchilide scrisse poesie per la classe elitaria, anche se la sua fama crebbe, probabilmente, soltanto sul finire della sua vita.
La biografia di Bacchilide si può ricostruire solamente dagli scritti sulla sua vita compilati dopo la sua morte, che per questo sono spesso imprecisi e talvolta contraddittori. Secondo Strabone, Bacchilide nacque a Iuli, figlio della sorella di Simonide. Secondo la Suda, il nome di suo padre era Meidone e suo nonno, anche lui chiamato Bacchilide, era un famoso atleta. Alcuni scrittori antichi, come Eustazio e Tommaso Magistro, sostengono che Bacchilide fosse più giovane di Pindaro e per questo alcuni storici hanno posto l'anno di nascita di Bacchilide alla fine del VI secolo a.C., anche se probabilmente si avvicina di più al 518 a.C.
Secondo Plutarco, Bacchilide fu bandito dalla propria isola natale, Ceo (Κέα), e perciò abitò per un certo periodo nel Peloponneso, dove egli produsse i suoi carmi più conosciuti.

## Opere

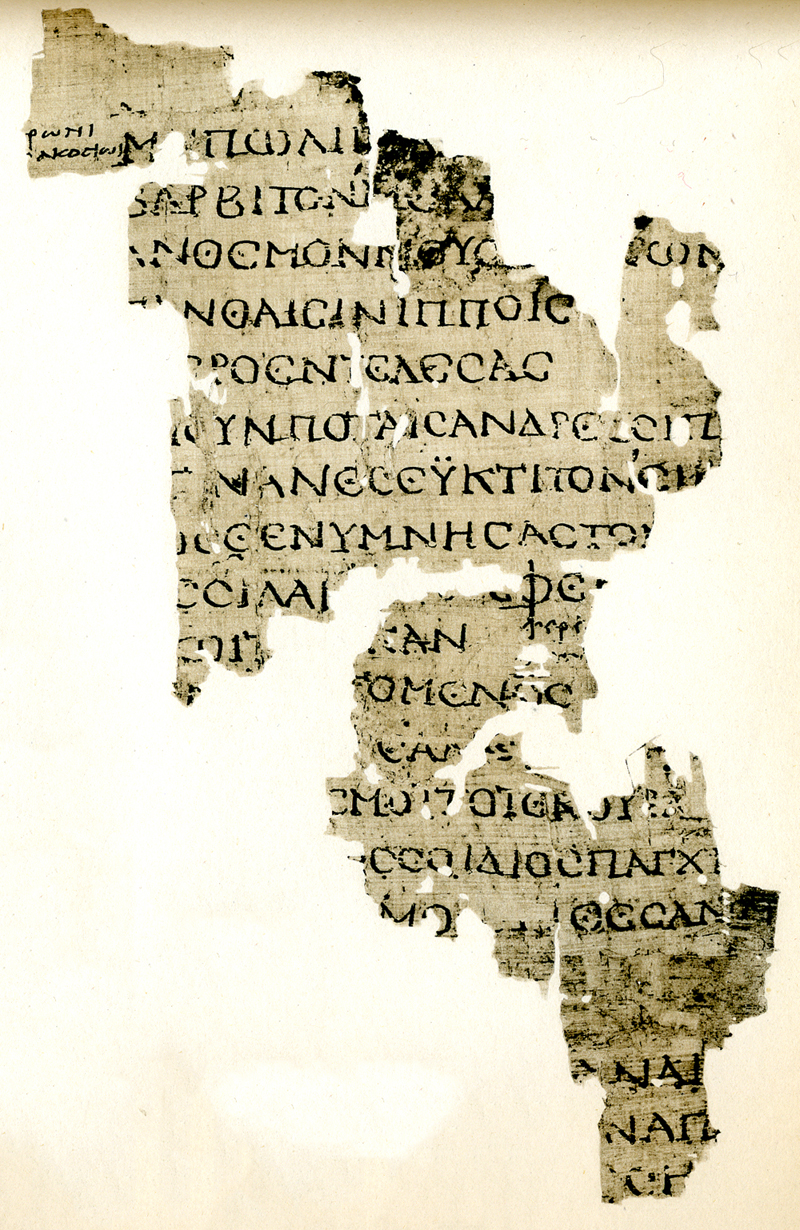
Bacchylides, Encomia, fr. 5 (papiro di Ossirinco 1361 fr. 4).

Bacchilide aveva composto epinici, ditirambi, inni e parteni, che furono successivamente raccolti e divisi in nove libri dai filologi alessandrini. Di tutta la sua vasta produzione poetica rimanevano, tuttavia, solo pochi frammenti sparsi, finché nel 1896 furono ritrovati due papiri egiziani, che ci hanno restituito 14 epinici e 6 ditirambi (alcuni frammentari).
La struttura dei suoi epinici è simile a quella di Pindaro: il mito occupa la parte centrale; l'occasione per la composizione del canto è data da una vittoria di un atleta alle Olimpiadi. La vittoria dell'atleta è inserita in un mito, che ha tre funzioni: dare solennità all'evento, rendere eterno quel momento ed emettere una sentenza morale. L'evento particolare oltrepassa così i limiti temporali e si innalza a modello esemplare per tutti. La parte iniziale e finale degli epinici è invece rappresentata dalle lodi dell'atleta vincente, e anche della sua famiglia, della sua città e dei suoi dèi protettori.
Da ricordare sono l'epinicio a Gerone, vincitore a Olimpia nel 470 a.C., e i due ditirambi dedicati alla saga di Teseo. 
L'epinicio a Gerone, inviato al potente protettore tramite Ceo, si apre con la celebrazione della vittoria olimpica di Gerone e del suo cavallo Ferenico, quest'ultimo definito impetuoso come il vento del nord, e prosegue con l'auspicio di ottenere dal cielo ricchezza e gloria contemporaneamente; l'aggancio con il mito viene effettuato descrivendo la sfortunata sorte di Meleagro, su cui si accanirono Artemide e Altea, e la pietà di Eracle, che ottenne in sposa Deianira, sorella del morto; l'ultima parte del carme è dedicata all'invocazione della Musa, affinché celebri le gesta del vincitore e dei suoi luoghi.

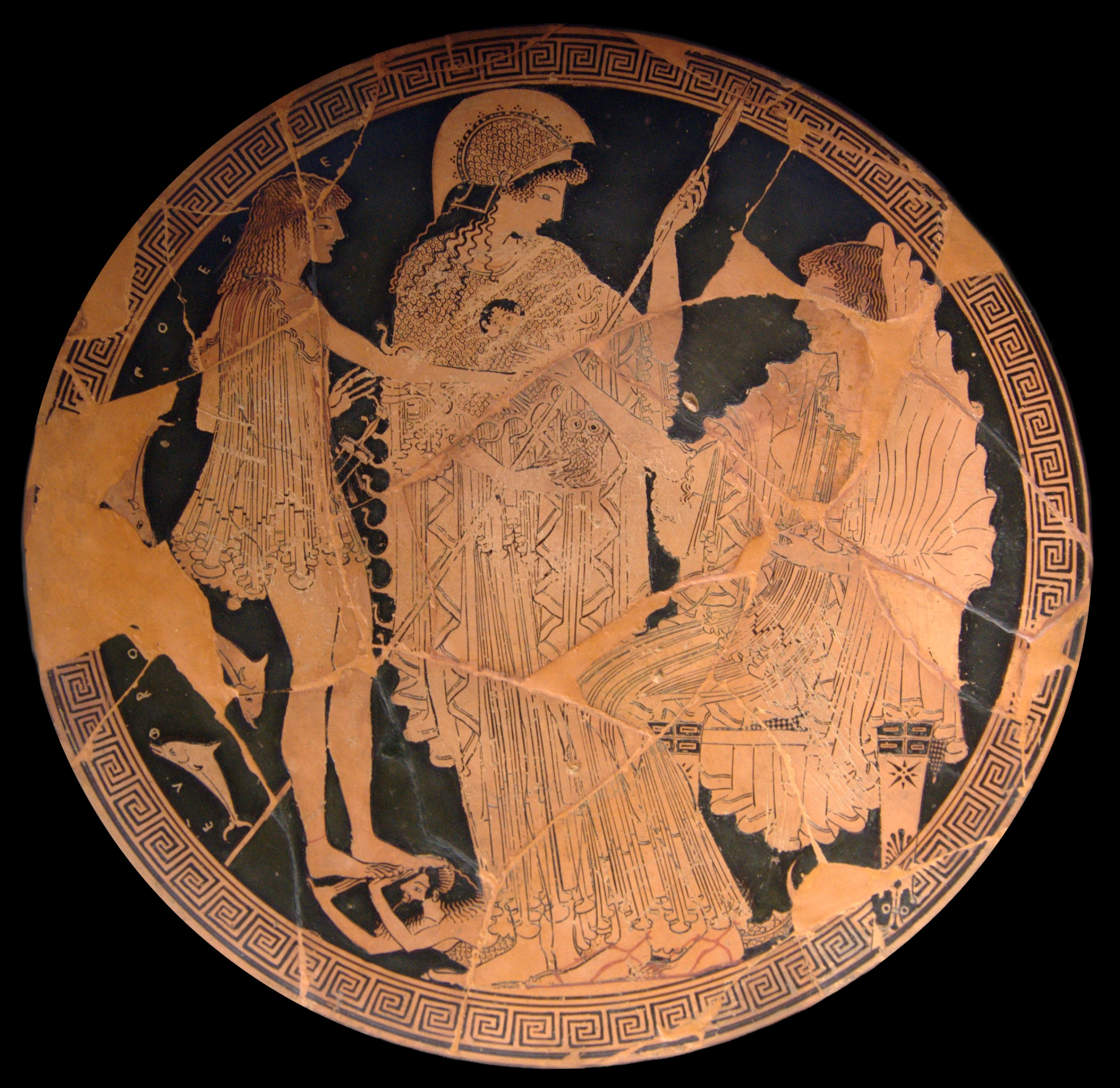
Il mito di Teseo

Anche i ditirambi contengono elementi storici letterari di una notevole importanza, come nel caso de I giovani, in cui Teseo trasporta a Creta quattordici maschi e femmine vergini da sacrificare al Minotauro e dimostra, grazie da una prova pericolosa, la sua origine familiare risalente a Poseidone.
Invece Teseo è un dialogo fra il coro di ateniesi ed il re di Atene Egeo, che assume una notevole importanza, in quanto viene considerato da alcuni critici, tra i quali Aristotele, un intermedio fra il dramma e la lirica corale, da cui sbocciò la tragedia, mentre altri ritengono che Bacchilide sia stato ispirato dalla tragedia, che quindi, in questo caso, era già formata e diffusa a quei tempi.

I ritmi usati nei ditirambi sono giambico-trocaici e dattilici, mentre lo stile e il dialetto sono influenzati dal modello omerico.

## Il mondo poetico e concettuale di Bacchilide
Il Canone alessandrino lo include nei nove poeti lirici per eccellenza insieme allo zio Simonide. L'eleganza e lo stile raffinato che caratterizzano i suoi carmi, in particolare epinici e ditirambi, ricevono lodi anche dall'autore del Sublime, che però lo pone in secondo piano rispetto a Pindaro.
La rivalità con Pindaro traspare anche in alcune opere, e comunque la critica moderna, quasi all'unanimità, attribuisce a Pindaro una maggiore originalità e ispirazione oltre ad una maggiore altezza lirica, mentre Bacchilide era apprezzato soprattutto dagli antichi per la grazia dei suoi versi e per una maggiore fluidità e trasparenza.
Gli studiosi moderni ne apprezzano soprattutto l'attenta proporzione tra la misura di ogni verso e l'utilizzo dei termini propri dell'epos classico in versi chiari, ma pieni di grazia. La sua carriera coincise temporalmente con la diffusione dello stile drammatico, incarnato da Sofocle ed Eschilo, e la perdita della poesia lirica, che vedeva in Bacchilide uno degli ultimi maggiori esponenti.

## Edizioni e traduzioni
- The Poems, from a papyrus in the British Museum, edited by Frederic G. Kenyon, London, printed by order of the trustees of the British Museum (Oxford, Horace Hart), 1897 (editio princeps).
- The Poems and Fragments, edited with introduction, notes and prose translation by Richard C. Jebb, Cambridge, University Press, 1905.
- Epinici e ditirambi, commento a cura di Angelo Taccone, Torino, Chiantore, 1936, Collezione di classici greci e latini.
- Lirici greci, trad. e cura di Filippo Maria Pontani, Torino, Einaudi, 1969, Collana I millenni; a cura di Simone Beta, Torino, Einaudi, 2008, Collana ETascabili Classici, ISBN 978-88-061-7697-6.
- Lirici greci dell'età arcaica, introduzione, trad. e note di Enzo Mandruzzato, Milano, BUR, 1994, Collana Classici greci e latini, n. 953, ISBN 978-88-171-6953-0.
- Epinician Odes and Dithyrambs, translated by David R. Slavitt, Philadelphia, University of Pennsylvania Press, 1998, ISBN 0-8122-3447-2.
- Epinici, a cura di Roberta Sevieri, Testo greco a fronte, Milano, La Vita Felice, 2007, Collana Saturnalia, n. 18, ISBN 978-88-779-9185-0
- Ditirambi, a cura di Roberta Sevieri, Testo greco a fronte, Milano, La Vita Felice, 2010, Collana Saturnalia, n. 23, ISBN 978-88-779-9315-1
- Odi e frammenti, a cura di Massimo Giuseppetti. Testo greco a fronte,  Milano, BUR, 2015, Collana Classici greci e latini, ISBN 978-88-170-7964-8.